# Weiden-Glasflügler

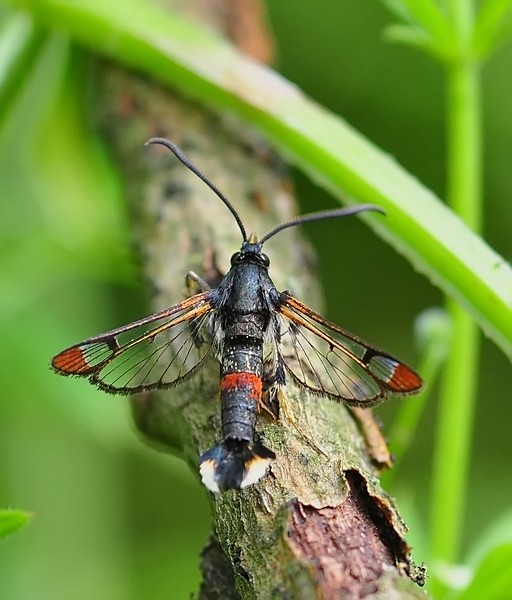
Weiden-Glasflügler

Der Weiden-Glasflügler (Synanthedon formicaeformis), zuweilen auch als Kleiner Weiden-Glasflügler, Weidenglasschwärmer oder Ameisen-Glasflügler bezeichnet, ist ein Schmetterling aus der Familie der Glasflügler (Sesiidae). Der wissenschaftliche Name der Art leitet sich von formica = Ameise ab.

## Merkmale

### Falter
Die Falter haben durchsichtige Flügel, die nur an den Flügeladern, dem Diskalfleck und den Flügelrändern beschuppt sind. Sie erreichen eine Flügelspannweite von 14 bis 25 Millimetern. Die Vorderflügel sind an den Rändern rötlich gefärbt. Die Fransen sind bräunlich. In der Mitte ist ein halbmondförmiger, schwarzbrauner oder rotbrauner Diskalfleck zu erkennen, der vom Vorder- bis zum Hinterrand reicht. Die Hinterflügel haben eine schmale dunkle Saumbinde sowie einen kleinen schwarzbraunen Diskalfleck. Kopf, Fühler, Thorax und Abdomen glänzen blauschwarz. Auf dem vierten und fünften Segment des Abdomens befindet sich jeweils ein roter Ring. Zuweilen ist auch das sechste Segment rötlich gefärbt. Die Afterbüschel sind kräftig fächerförmig ausgebildet, von blauschwarzer Farbe und an den Seiten deutlich gelblich weiß behaart.

### Ähnliche Arten
Es besteht eine gewisse Ähnlichkeit zum Roten Ampfer-Glasflügler (Pyropteron chrysidiformis), der zwar ebenfalls rötlich überstäubte Vorderflügel hat, jedoch weißliche Ringe auf den Segmenten des Abdomens zeigt und dessen Afterbusch rot behaart ist.

## Geographische Verbreitung und Vorkommen
Der Weiden-Glasflügler ist in nahezu ganz Europa verbreitet, fehlt jedoch auf den meisten Mittelmeerinseln. Außerdem kommt er in der Ukraine, den nördlichen Gebieten  Kleinasiens und der Schwarzmeerküste sowie in der Kaukasusregion vor. Die Art wurde noch in  Höhen von 2200 Metern nachgewiesen. Ihr Hauptlebensraum sind Bach- und Flussränder, Auen, Bruchwälder, Hochmoore sowie Weidenkulturen.

## Lebensweise
Die tagaktiven Falter fliegen in den Monaten Mai bis Juli, in höheren Lagen bis August. Besonders aktiv sind sie im Sonnenschein. Sehr gerne besuchen sie dann die Blüten verschiedener Pflanzen, beispielsweise diejenigen von Holunder (Sambucus), Dost (Origanum), Kreuzkraut (Senecio), Liguster (Ligustrum) oder Himbeere (Rubus idaeus). Männliche Falter fliegen auch Pheromonfallen an. Die madenförmigen Raupen leben ein- oder zweijährig unter der Rinde verschiedener Weidenarten (Salix), seltener auch in Zitterpappeln (Populus tremula). Sie bevorzugen verletzte, kranke oder ältere Bäumen. Insbesondere sind sie in krebsartigen Wucherungen zu finden. Die Raupen überwintern und verpuppen sich im Frühjahr am Ende des Fraßgangs unter der Rinde der Nahrungspflanze.

## Gefährdung
In Deutschland kommt der Weiden-Glasflügler in allen Bundesländern vor und wird als nicht gefährdet eingestuft.